# Diplosoma ata
Diplosoma ata är en sjöpungsart som beskrevs av Monniot 1987. Diplosoma ata ingår i släktet Diplosoma och familjen Didemnidae. Inga underarter finns listade i Catalogue of Life.